# الخط المركزي (مترو لندن)

مسار الخط المركزي

الخط المركزي (بالإنجليزية: Central line)‏ هو إحدى خطوط مترو لندن، ويبدأ من ضاحية ريسلب غرب مدينة لندن وينتهي بإيبنغ شمال شرق لندن، ويبلغ طول مسار الخط 74 كيلومترا وتتواجد عليه نحو 49 محطة منها 20 محطة تحت الأرض، ويرمز للخط المركزي باللون الأحمر، افتتح الخط عام 1900.